# 橋口吉之丞
橋口 吉之丞（はしぐち きちのじょう）は、幕末の薩摩藩士。同藩士橋口彦次の次男。兄は尊王志士の橋口壮介。

## 略伝
文久2年（1862年）兄や有馬新七らとともに大坂で佐幕派の九条尚忠関白や京都所司代酒井忠義の襲撃を企て、京都伏見の寺田屋で謀議をめぐらせる。
しかしそれをよしとしない島津久光が派遣した奈良原繁・大山綱良ら鎮撫使に公武合体の藩論を告げられて出頭を促されるが、同志田中謙助がこれ以上の議論は無用と断じたために寺田屋騒動が発生する。真っ先に抜刀した鎮撫使道島五郎兵衛が田中を斬り倒したために激昂した有馬が道島と斬り合ってこれを押さえつけ「おい（俺）ごと刺せ」と叫んだため、至近にいた吉之丞は有馬ごと道島を刺し殺したと言われている。
しかしこの騒動では、兄壮介らが斬り殺されて鎮圧されたため、その他の志士たちと鎮撫使に投降した。その後、他の藩士とともに鹿児島に送られ謹慎処分となった。
明治元年（1868年）事故があったために切腹させられ、大円寺に葬られたという。現在は多磨霊園に墓碑がある。